# Type 88 (tên lửa đất đối hạm)
Type 88 (88式地対艦誘導弾) hay SSM-1 là loại tên lửa đất đối hạm do tập đoàn Mitsubishi Heavy Industries phát triển và được trang bị cho Lực lượng Phòng vệ Mặt đất Nhật Bản. Nó được chế tạo dựa trên tên lửa không đối hạm Type 80 (ASM-1) phóng từ trên không với việc nâng cấp thêm các tính năng mới, sau đó đến lượt nó được phát triển thành tên lửa chống hạm Type 90 (SSM-1B) phóng từ tàu. Lực lượng Phòng vệ Mặt đất đã mua 54 xe mang phóng tự hành, mỗi xe chở sáu tên lửa Type 88, để sử dụng như pháo bờ biển. Với tầm bắn khoảng 180 km (112 mi), sở hữu tốc độ cận âm và đầu đạn nặng 225 kg (496 lb), nó tương tự như tên lửa Harpoon của Hoa Kỳ. Type 88 còn được biết đến với biệt danh là Sea Buster.
Năm 2015, một phiên bản nâng cấp của Type 88 đã được đưa vào hoạt động với tên gọi là Type 12. Nó sử dụng kết hợp hệ thống dẫn đường quán tính với hệ thống dẫn đường bằng GPS, có độ chính xác tốt hơn nhờ hệ thống TERCOM nâng cao và sở hữu khả năng phân biệt mục tiêu. Type 12 được kết nối mạng, nơi các nền tảng khác có thể cung cấp thông tin mục tiêu và dẫn đường, đồng thời có thời gian nạp đạn nhanh hơn, giảm chi phí vòng đời và có tầm bắn lên tới 200 km (124 mi).

## Phát triển
Do là đất nước được bao quanh bởi biển, Nhật Bản đã chú trọng nghiên cứu phát triển các loại vũ khí phòng thủ chống tàu, nhất là tên lửa chống hạm, trong thập niên 1970. Trước đây chỉ có tên lửa không đối hạm Type 80 gắn trên các máy bay có thể sử dụng làm tên lửa chống hạm. Dựa trên điều này, nó đã được phát triển thành tên lửa đất đối hạm Type 88 và trang bị cho Lực lượng Phòng vệ Mặt đất vận hành, mục đích là để tiêu diệt các tàu đổ bộ và xâm nhập đến gần bờ biển trong khoảng 100 km.
Viện Nghiên cứu và Phát triển kỹ thuật trực thuộc Bộ Quốc phòng Nhật Bản (khi đó là Cục Phòng vệ Nhật Bản) đã tiến hành nghiên cứu thiết kế từ năm 1979, sau đó chuyển sang cho tập đoàn Mitsubishi Heavy Industries phụ trách sản xuất. Việc phát triển dự án này đã tiêu tốn chi phí khoảng 20,5 tỷ yên Nhật. Năm 1982, loại tên lửa này bắt đầu được thử nghiệm. Kết quả trong một thử nghiệm tấn công vào các mục tiêu nhỏ trên biển với tỷ lệ tất cả trúng mục tiêu trong môi trường gây nhiễu rất mạnh đã gây sốc cho quân đội Hoa Kỳ. Sau khi hoàn tất việc thử nghiệm thì tên lửa đã được thông qua để đưa vào phục vụ trong Lực lượng Phòng vệ Nhật Bản từ năm 1988 (vì thế nó có tên Type 88) và việc mua sắm đã hoàn tất vào năm 2000, ước tính khoảng 96 tên lửa được bàn giao. Cũng giống như các loại vũ khí hiện đại khác của Nhật Bản, nó chưa bao giờ được xuất khẩu ra nước ngoài do các hạn chế trong hiến pháp thời hậu chiến và các điều luật phát sinh từ chúng.
Động cơ được thiết kế lại để có thể bay xa hơn và linh hoạt hơn, đồng thời tăng cường khả năng chống nhiễu bằng cách nâng cấp các bộ cảm biến và hệ thống điều khiển. So với mẫu phóng từ trên không thì mẫu này cần phát triển thêm hệ thống đẩy trước khi bay, thuật toán để có khả năng né các chướng ngại như, đá ngầm nổi, đảo, núi,...
Theo tạp chí An ninh toàn cầu, JGSDF đã mua khoảng 54 hệ thống phòng thủ bờ biển Type-88. các hệ thống này hiện đang trực chiến tại 5 trung đoàn tên lửa và các trung tâm đào tạo ở miền Bắc Nhật Bản.

## Thiết kế
Type 88 sử dụng động cơ tuốc bin phản lực để bay, với hai ống phóng nhiên liệu rắn khác gắn ở ngoài để phóng, hai ống này cũng có đuôi giữ ổn định tên lửa khi phóng ra khỏi ống. Để có độ linh hoạt cao và tăng khả năng sống sót cho tên lửa hệ thống đẩy vectơ đã được tích hợp vào.
Hệ thống phóng tên lửa có thể lắp trên các xe vận tải Type 74 hay các loại có khả năng tương đương để có độ cơ động cao. Sau khi ra đa trên bờ biển hay trên các xe jeep di động xác định được mục tiêu cơ sở dữ liệu của mục tiêu sẽ được truyền vào hệ thống tính toán đường đi tối ưu của tên lửa dựa vào vị trí mục tiêu và vị trí bắn của hệ thống phóng sau đó truyền vào tên lửa. Sau khi tên lửa được phóng ra nó sẽ bay sát mặt biển và có khả năng bay vòng qua vật cản để đến vị trí mục tiêu. Hệ thống dẫn đường quán tính được sử dụng khi bay tiếp cận vị trí của mục tiêu trong cơ sở dữ liệu và trong giai đoạn cuối nó sẽ kích hoạt ra đa chủ động băng tần Ku để tìm và xác định mục tiêu. Nếu không tìm thấy mục tiêu trong một khoảng thời gian tên lửa sẽ tự hủy hay nhận lệnh tự hủy từ bên ngoài.
Loại tên lửa này có khả năng chống nhiễu cao, nếu nó bị nhiễu thì hệ thống điện tử sẽ thực hiện các bước chống nhiễu và nếu thấy không hiệu quả nó sẽ chuyển chế độ ra đa từ chủ động sang bị động dò nguồn gây nhiễu. Trong chế độ này nó sẽ ưu tiên diệt nguồn gây nhiễu trước để các tên lửa sau có thể dò ra mục tiêu cần diệt.